# Амортизаційний період
Амортизаційний період (амортизація і гр. περίοδος — чергування) англ. amortization period) — період часу, протягом якого необоротні активи будуть використовуватися підприємством або з їх використанням буде виготовлено (виконано) очікуваний підприємством обсяг продукції (робіт, послуг). Визначається залежно від їхніх видів і груп з рахуванням морального зношення, умов експлуатації та інших факторів.
Строки корисного використання визначаються підприємством, але для цілей податкового обліку встановлені Мінімально допустимі строки корисного використання (регулює Податковий кодекс України, стаття 145 п 1. 
| Групи | Мінімально допустимі строки корисного використання |
| Група 1 - земельні ділянки | -                                                  |
| група 2 - капітальні витрати на поліпшення земель, не пов'язані з будівництвом | 15                                                 |
| група 3 - будівлі, | 20                                                 |
| споруди | 15                                                 |
| передавальні пристрої | 10                                                 |
| група 4 - машини та обладнання | 5                                                  |
| з них: електронно-обчислювальні машини, інші машини для автоматичного оброблення інформації, пов'язані з ними засоби зчитування або друку інформації, пов'язані з ними комп'ютерні програми (крім програм, витрати на придбання яких визнаються роялті, та/або програм, які визнаються нематеріальним активом), інші інформаційні системи, комутатори, маршрутизатори, модулі, модеми, джерела безперебійного живлення та засоби їх підключення до телекомунікаційних мереж, телефони (в тому числі стільникові), мікрофони і рації, вартість яких перевищує 2500 гривень | 2                                                  |
| група 5 - транспортні засоби | 5                                                  |
| група 6 - інструменти, прилади,інвентар (меблі) | 4                                                  |
| група 7 - тварини | 6                                                  |
| група 8 - багаторічні насадження | 10                                                 |
| група 9 - інші основні засоби | 12                                                 |
| група 10 - бібліотечні фонди | -                                                  |
| група 11 - малоцінні необоротні матеріальні активи | -                                                  |
| група 12 - тимчасові (нетитульні) споруди | 5                                                  |
| група 13 - природні ресурси | -                                                  |
| група 14 - інвентарна тара | 6                                                  |
| група 15 - предмети прокату | 5                                                  |
| група 16 - довгострокові біологічні активи | 7                                                  |

## Приклади

### Амортизаційний період свердловин
Тривалість амортизаційного періоду встановлена для нафтових, нагнітальних і контрольних свердловин 15 років, для газових і газоконденсатних свердловин 12 років, для верстатів-гойдалок 11 років, для фонтанної арматури і обладнання гирла свердловин 7 років, для обладнання з підземного ремонту свердловин 9 років, для устаткування з глибокого буріння 7 років, для цементувальних агрегатів і цементо-змішувальних машин 8 років, для вибійних двигунів 3 роки. Амортизаційний період обладнання у звичайному виконанні, що використовується в морських умовах, менший, ніж у разі використання його на суші. Амортизаційний період обладнання в морському виконанні, тобто з врахуванням підвищеного корозійного зношування, визначається технічними умовами на його виконання.